# Timur Taimàzov
Timur Taimàzov (osseta: Таймазты Тимур)  (Noguir, 8 de setembre de 1970) és un aixecador de peses ucraïnès, ja retirat, que va competir durant les dècades de 1980 i 1990.
El 1992, com a membre de l'Equip Unificat, va prendre part en els Jocs Olímpics d'Estiu de Barcelona, on guanyà la medalla de plata en la competició del pes tres-quarts pesant del programa d'halterofília. Quatre anyes més tard, als Jocs d'Atlanta, i ja sota bandera d'Ucraïna, guanyà la medalla d'or en la prova del pes pesant. En el seu palmarès també destaquen dues medalles d'or en el pes pesant al Campionat del Món d'halterofília, el 1993 i 1994, així com tres medalles d'or al Campionat d'Europa d'halterofília, el 1992, 1993 i 1994. Durant la seva carrera esportiva va establir sis rècords mundials del pes pesant, dos en arrancada, dos en dos temps i dos en el total, que van ser vigents fins a la modificació de categories.
El seu germà petit, Artur Taymazov, és un destacat lluitador que competeix sota bandera de l'Uzbekistan.